# Тройной агент
Тройной агент (фр. Triple agent) — психологическая драма режиссёра Эрика Ромера, вышедшая на экраны 17 марта 2004 года.

## Сюжет
Внесерийный фильм Ромера и его четвёртая картина на историческую тематику. В основе сюжета лежит уголовное дело о похищении в Париже 22 сентября 1937 председателя РОВС генерала Евгения Миллера, организованное советским агентом членом РОВС генералом Николаем Скоблиным. Поскольку некоторые обстоятельства этой истории, в том числе степень участия в преступлении жены Скоблина певицы Надежды Винниковой (Плевицкой), также завербованной ОГПУ, до сих пор не выяснены, авторы картины имели возможность дополнить сюжет различными предположениями, о чём сообщается в начальных титрах. Имена реальных людей также были изменены.
Действие происходит в Париже с мая 1936 по сентябрь 1937 года, на фоне политических событий того времени: победы Народного фронта, Всемирной выставки и начала гражданской войны в Испании.
Белый генерал Фёдор Воронин, один из руководителей РОВС, живёт в Париже и в пригородном доме со своей женой, гречанкой Арсиноей, художницей-любителем. Арсиноя знакомится с новыми соседями — преподавательницей древнегреческого и латыни Жанин и её мужем профессором-коммунистом Андре — и пишет портрет их дочери. В ходе разговоров с мужем, весьма осведомлённым человеком, занимающимся разведывательной деятельностью, Арсиноя постепенно узнаёт, что некоторые его странные высказывания и поступки, а также благоприятные отзывы о переменах в политике Советской власти таят в себе нечто большее.
Воронин оказывается двойным или даже тройным агентом, работающим на большевиков и связанным с руководством нацистского РСХА, замешанным в фабрикации документов, использованных для разоблачения и ликвидации его же однокашника маршала Тухачевского. Он предлагает жене, страдающей костным туберкулёзом, вернуться в Советскую Россию, где уровень медицины якобы превосходит французский, но та категорически отказывается покупать излечение ценой предательства.
После похищения председателя РОВС генерала Добринского Воронин, роль которого в этом деле остаётся для жены не вполне ясной, исчезает из Парижа. Сама она получает десять лет за соучастие, несмотря на отсутствие прямых улик, и умирает в 1940 году в тюрьме после ампутации ноги. Действие эпилога фильма происходит в 1943 году в оккупированном Париже. После ареста домовладельца, в здании которого находится штаб-квартира РОВС, немецкие и французские полицейские обнаруживают в стенах сеть подслушивающих устройств, что позволяет прояснить обстоятельства побега Воронина. По сведениям комиссара парижской полиции, предатель, ставший после провала ненужным, был ликвидирован своими красными хозяевами в барселонской тюрьме, где производились расправы над коммунистами, нелояльными Сталину.

## В ролях
- Катерина Дидаскалу — Арсиноя
- Серж Ренко — генерал Фёдор Воронин
- Сирьель Клер — Маги
- Аманда Лангле — Жанин
- Эммануэль Салинжер — Андре
- Григорий Мануков — Борис
- Дмитрий Рафальский — генерал Добринский
- Наталья Кругли — генеральша
- Виталий Шеремет — Алексей Черепнин
- Жанна Рамбюр — Дани
- Бернар Пейсон — врач
- Лоран Ледуайен — журналист
- Эмили Фурье — помощница портнихи
- Александр Колчак — Плантон
- Владимир Леон — Чернов
- Александр Черкасофф — адмирал Калинин
- Александр Кумпан — генерал Мелинский
- Йорг Шнасс — германский полицейский
- Жорж Бенуа — французский комиссар

## Критика
Критики приняли фильм сдержанно. В отличие от предыдущей, «антиреволюционной» картины («Англичанка и герцог»), выставившей один из центральных сюжетов французской национально-патриотической мифологии в неприглядном и ироничном свете и потому вызвавшей сильное негодование, лента «Тройной агент» посвящена экзотичному и малоизвестному историческому эпизоду.
Сам Ромер, у которого одно из наиболее ярких воспоминаний юности было связано именно со Всемирной выставкой, где павильоны Германии и СССР, «двух напыщенных тоталитарных держав, находились лицом друг к другу», называл картину «самым многословным из своих произведений», что обозреватель The Guardian считает примечательным моментом, поскольку большинство фильмов режиссёра построено на продолжительных диалогах.
В фильме почти нет действия, поскольку Ромер сознательно отказался от непосредственного изображения шпионской деятельности главного героя, что позволило ему создать характерную «ромеровскую» атмосферу неопределённости и двусмысленности. В связи с этим критик сравнивает предпоследнюю работу Ромера с поздними романами Генри Джеймса, где никакие интерпретации слов и действий персонажей не могут считаться достоверными.
Рецензенты также отметили сценическое решение картины — прямые фронтальные планы, позволяющие зрителю оказаться как бы между двумя персонажами, ведущими дискуссии.
В целом диапазон отзывов колебался от прямого непонимания происходящего на экране (и белые, и Народный фронт, и Испания — трудно за всем уследить, и вообще «много болтовни») до восторга от стилистического решения («шпионский фильм без действия, любовная трагедия, основанная на одних словах»).
Французские поклонники режиссёра также не могли не отметить появление в фильме «очаровательной и трогательной Полины» из фильма 1983 года — Аманды Лангле, считающейся преимущественно «ромеровской» актрисой, небольшая роль которой заметно оживляет общую статуарность картины.

## Музыка
В картине использована музыка Дмитрия Шостаковича: 
- «Песня молодых тружеников» (Chanson des jeunes travailleurs); французские слова Жана Перре, исполнение Парижского народного хора
- Струнный квартет № 8
- «Песня о встречном» (La Rencontre); автор слов — Борис Корнилов (в титрах ошибочно «Vladimir Korninov»)

## Прокат и номинации
Почти не замеченная широкой публикой (31 171 зритель во Франции, 24 203 в Италии; в России была показана на Московском международном кинофестивале и демонстрировалась в 2005 году на телеканале «Культура»), картина участвовала в конкурсной программе Берлинского кинофестиваля 2004 года, а также была представлена на других фестивалях.

## Бонус
Интервью с историком Никола Вертом и племянницей генерала Скоблина Ирен Скоблин, снимавшейся в двух фильмах Ромера и занимавшейся историческими поисками для создания «Тройного агента», прилагалось в виде документального фильма «Дело Миллера-Скоблина» (L'Affaire Miller-Skobline) в качестве бонуса к DVD.